# De Fryske Marren
De Fryske Marren (nederlandsk: De Friese Meren) er en kommune i den nederlandske provins Friesland. Kommunen blev skabt i 2013 ved en sammenlægning af de tidligere kommuner Gaasterlân-Sleat, Lemsterland, Skarsterlân og en del af Boornsterhem. Kommunenavnet henviser til området med 24 store og små søer, som sammen udgør området kaldet "De frisiske søer". Kommunestyret besluttede i 2014 at udskifte det officielle navn på kommunen (fra det nederlandske navn) til det vestfrisiske De Fryske Marren.

## Historie
Kommunesammenlægninger er almindelige i Nederlandene: i løbet af det 20. århundrede blev antallet af kommuner reduceret med mere end halvdelen, fra 1.121 i 1900 til 537 i 2000. Flere af de kommuner, der blev sammenlagt i De Friese Meren, var også selv resultater af tidligere sammenlægninger: Gaasterlân-Sleat, Skarsterlân og Boarnsterhim blev oprettede ved en række sammenlægninger, der trådte i kraft den 1. januar 1984. Regeringspolitikken på tidspunktet for oprettelsen af De Friese Meren var, at nye fusioner skulle have lokal støtte og blive indledt af de berørte kommuner selv.
Kommunerne Gaasterlân-Sleat, Lemsterland og Skarsterlân var alle landlige kommuner med en relativt højt udviklet turistindustri. I 2007 vurderede de to førstnævnte, at de fungerede som kommuner, og begge konkluderede, at de kunne drage fordel af en kommunal sammenlægning. Det følgende år besluttede alle tre kommuner, at de var for at undersøge fordelene ved en sammenlægning. Rapporten fra denne undersøgelse var offentligt tilgængelig i otte uger og resulterede i to negative svar. En af disse var fra Heerenveen Kommune, som foreslog en sammenlægning mellem dem og Lemsterland og Skarsterlân eller alternativt kun dele af Skarsterlân. Frieslands provins, der er hjemsted for disse kommuner, afviste disse muligheder, selv om det i det endelige udkast til sammenlægningsforslaget blev angivet, at to byer fra Skarsterlân, Nieuwebrug og Haskerdijken skulle blive en del af Heerenveen, mens resten ville blive inkluderet i De Friese Meren. En anden foreslået reformvariant involverede opløsningen af Boarnsterhim. Kommunalbestyrelsen i Boarnsterhim konkluderede, at kommunen var for lille til at berettige den fortsatte eksistens af en særskilt kommune. I det endelige forslag til opløsningen blev det foreslået, at den nuværende kommune skulle opdeles i fire dele; en af disse, byen Terherne, ville blive medtaget i De Friese Meren. De øvrige tre dele blev opdelt i tre allerede eksisterende kommuner: Den nordlige del, herunder den faktiske by Boarnsterhim, blev tildelt Leeuwarden, den sydlige del til Heerenveen og den vestlige del til Súdwest-Fryslân. Efter godkendelse af både Repræsentanternes Hus og Senatet blev Oprettelsen af De Friese Meren lov i juni 2013 og trådte i kraft 1. januar 2014.